# Söderby fornminnesområde

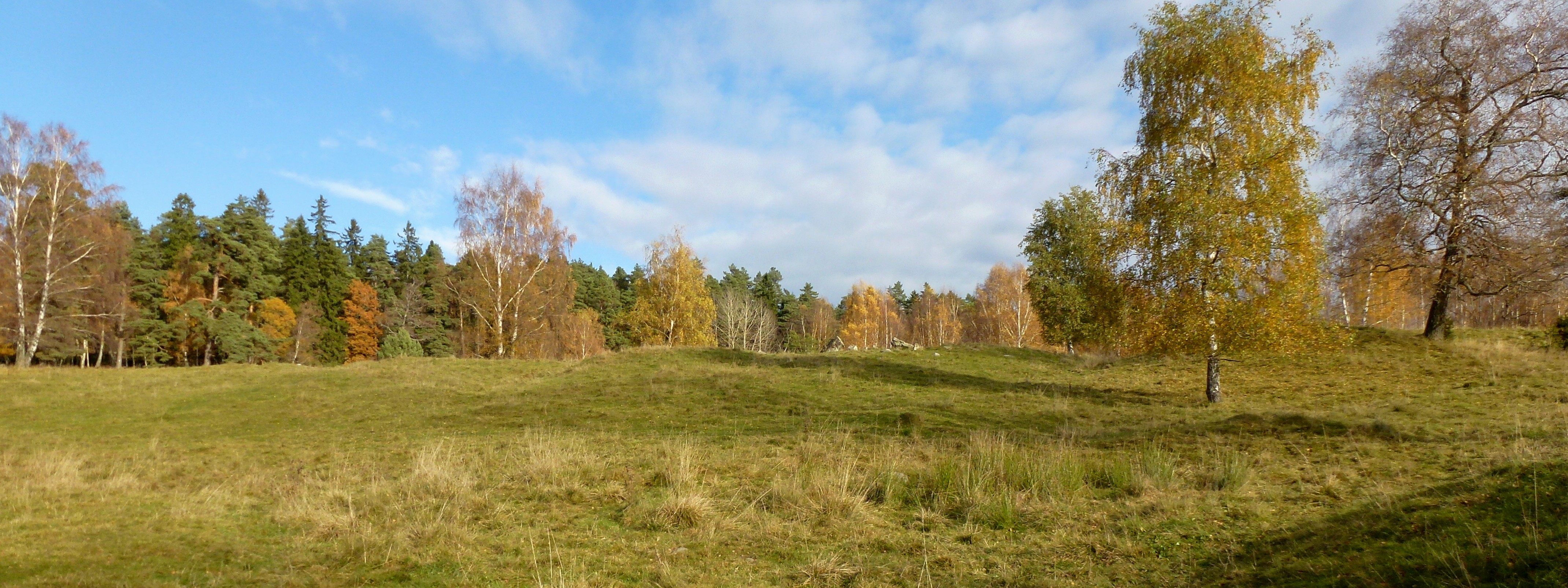
Söderby gravfält, vy mot norr, oktober 2012

Söderby fornminnesområde ligger i Söderby, Salems kommun, Stockholms län. Söderby gravfält är ett av Mälardalens bäst bevarade och innehåller bland annat ungefär 150 synliga gravar från äldre järnåldern. På området finns även gården Nedre Söderby från 1700-talet som är ett av Salems främsta byggnadsminnesmärken. Några platser i området är av särskilt intresse och har märkts ut med skyltar.

## Nedre Söderby

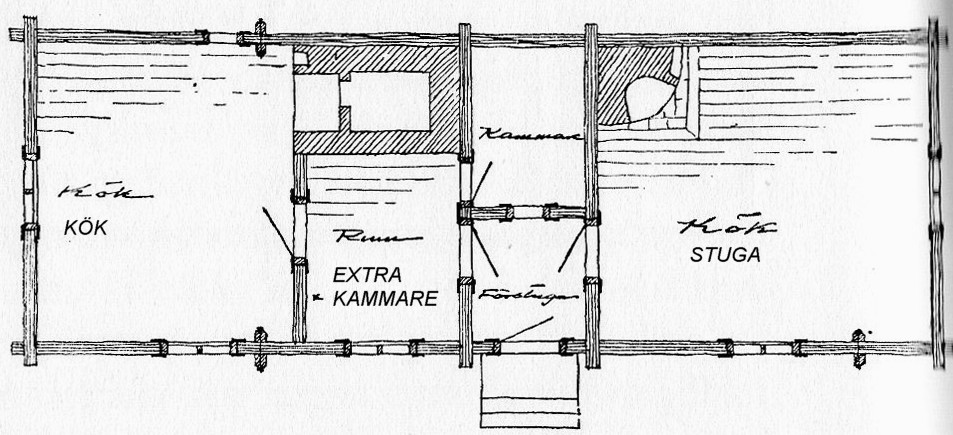
Nedre Söderby gård, planritning för parstugan.

I västra utkanten av Söderby gravfält ligger Nedre Söderby gård. Huvudbyggnaden är en välbevarad knuttimrad parstuga från 1700-talet. På Nedre Söderby är planlösningen för parstugan lite speciell. Här finns hela fyra rum samt förstuga. Istället för att komma in direkt i köksrummet (som på Söderby  ligger till vänster)  måste man passera en extra liten kammare. Den extra kammaren brukar då vara ett sovrum för exempelvis den gamle bonden och hans fru efter det att sonen tagit över. Värmen fick rummet från stora bakugnens murstock. Planeringen tycks vara något opraktiskt med ett sovrum som alla måste passera för att komma till husets viktigaste rum: köket.
Här finns också en loftbod som är hopbyggd med en drängstuga från samma tid. Nedre Söderby var utgård till huvudgården Söderby som under 1800-talet låg i närheten av dagens Söderby sjukhus. I dag har Botkyrka-Salem Hemslöjdsförening en del aktiviteter i Nedre Söderby med bland annat öppet hus-verksamhet och hemslöjdsförsäljning samt kaffeservering. För att hålla kulturlandskapet öppet betas ängarna nedanför gården av kor och får under sommaren. 

### Bilder Nedre Söderby, exteriör

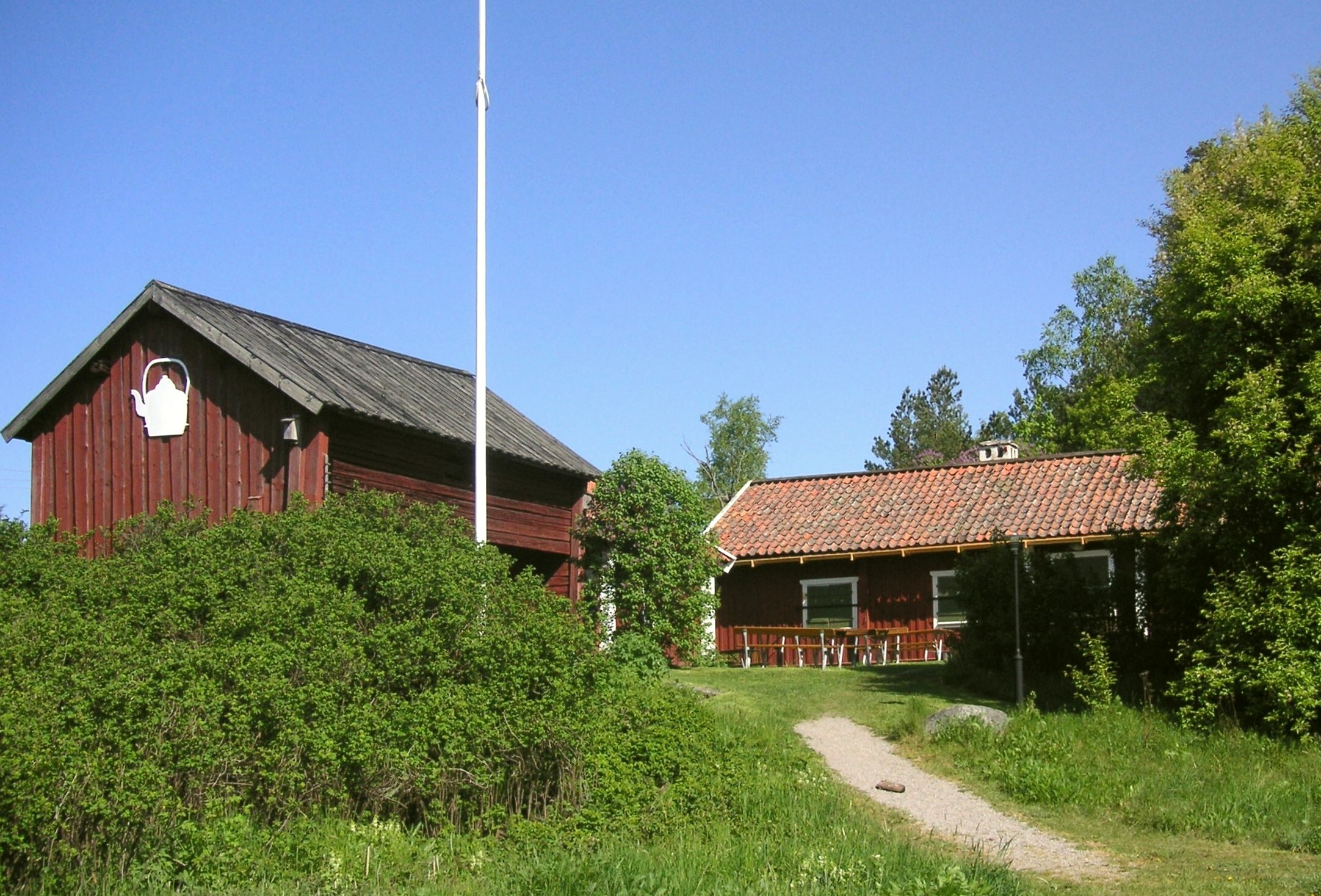
Nedre Söderby gård
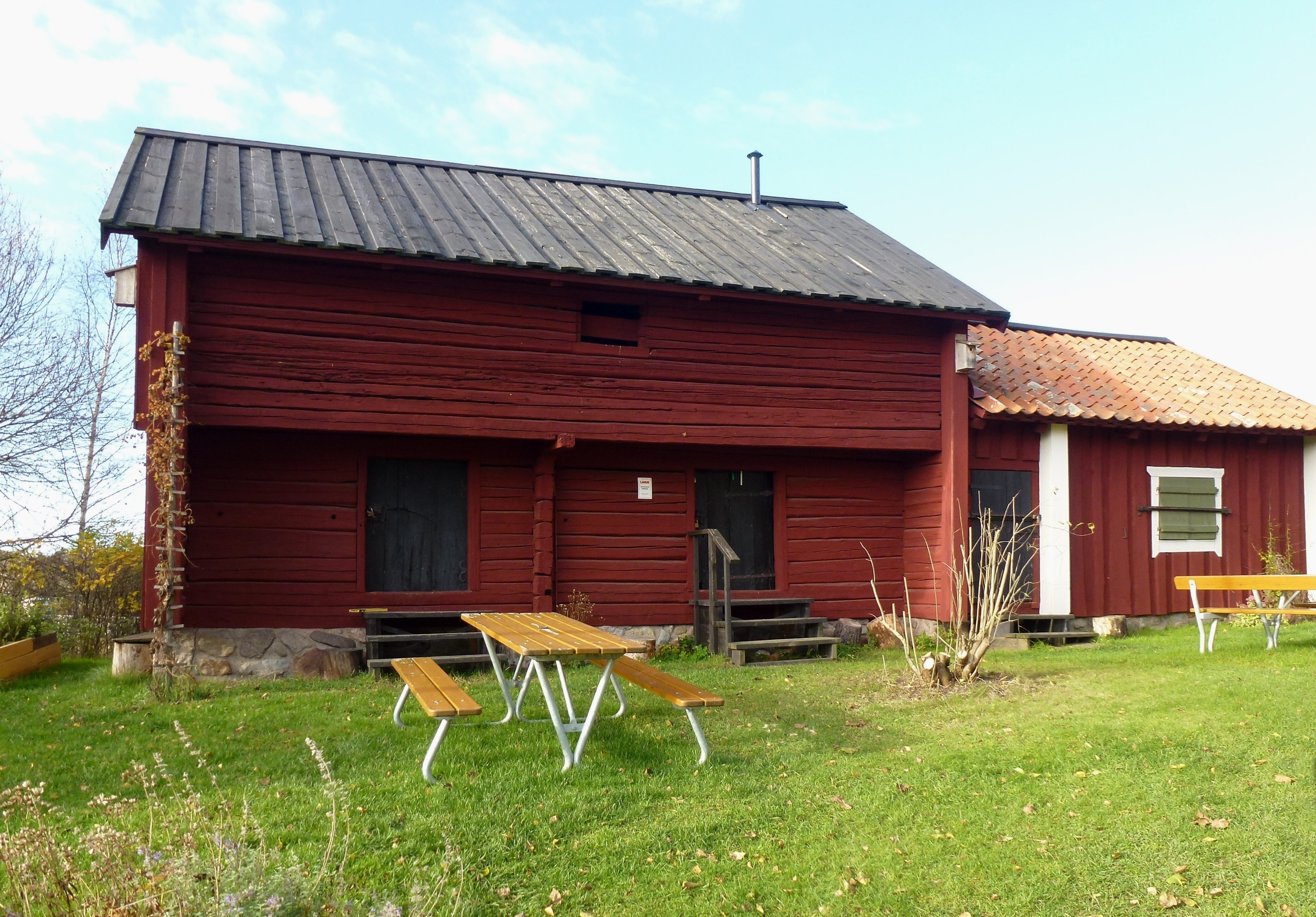
Loftboden och drängstugan
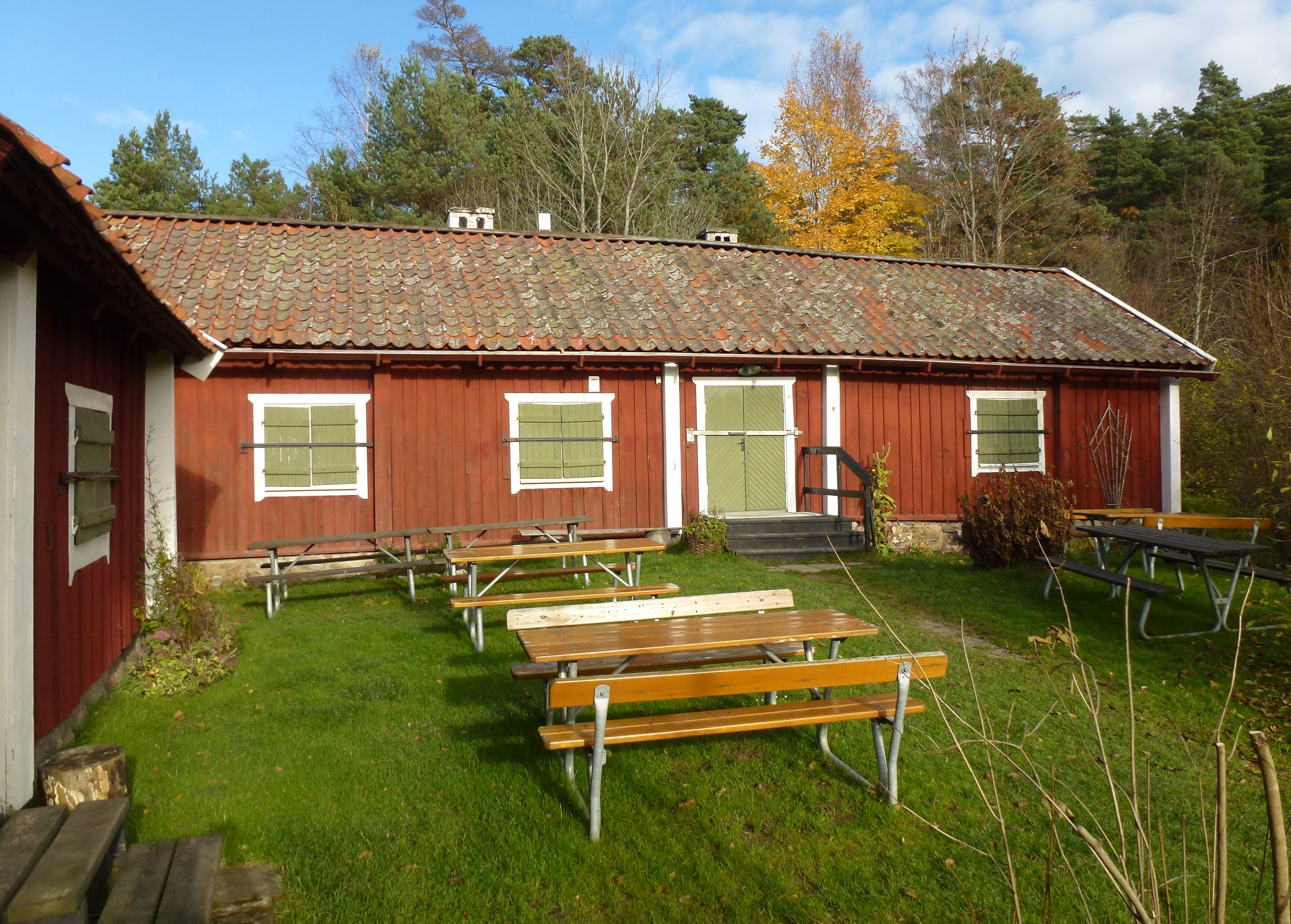
Parstugan
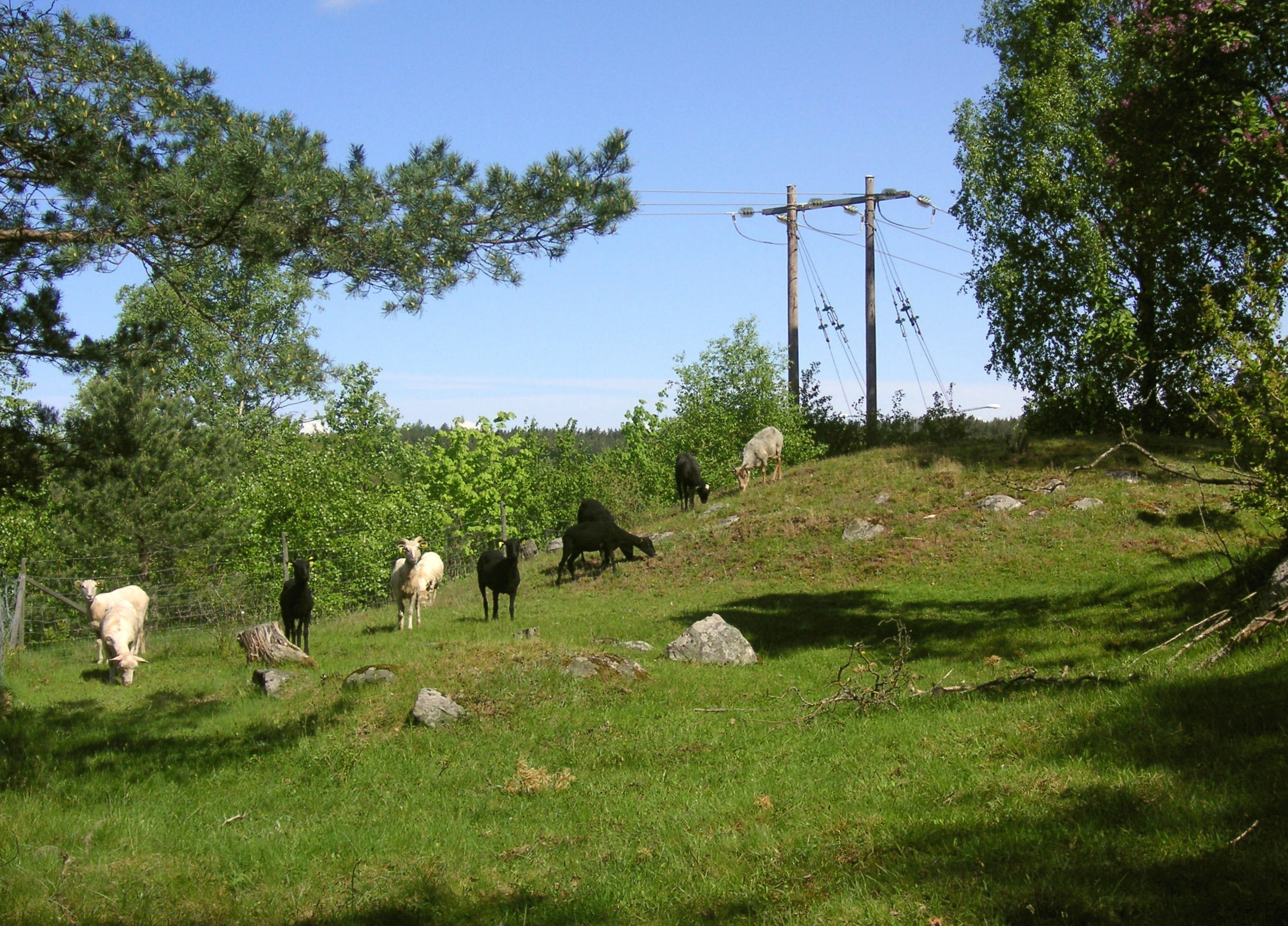
Fårbete

### Bilder Nedre Söderby, interiör

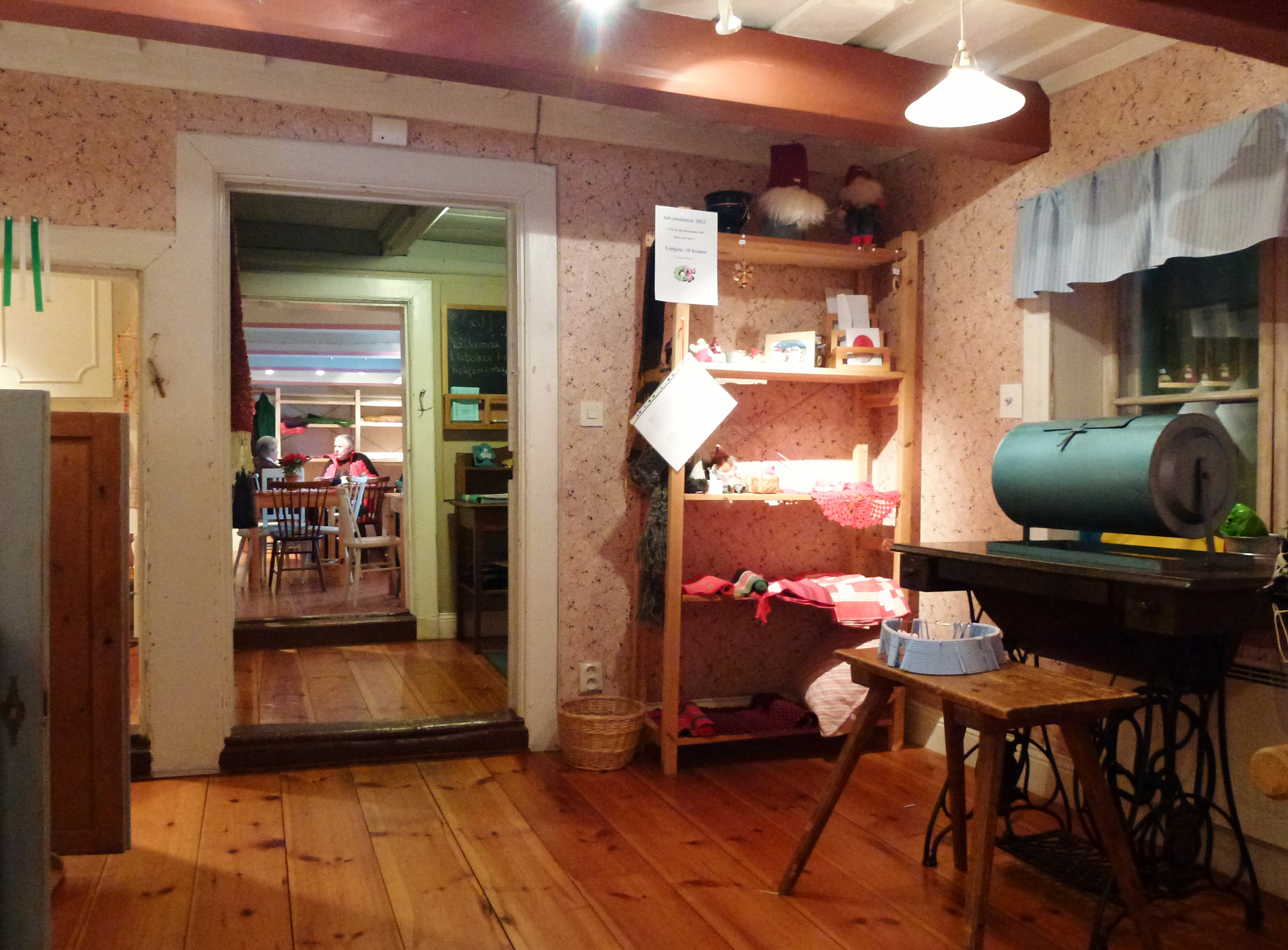
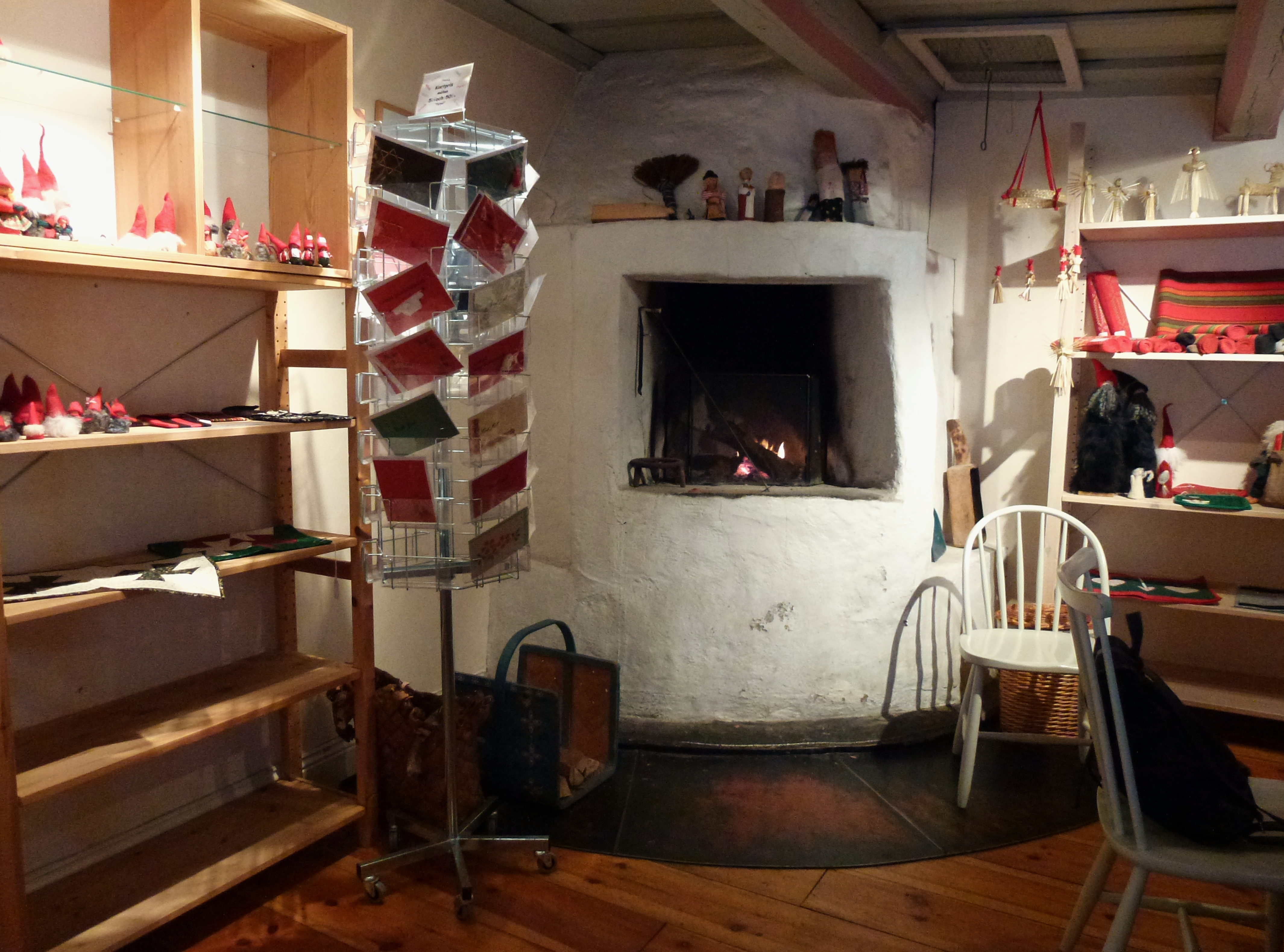
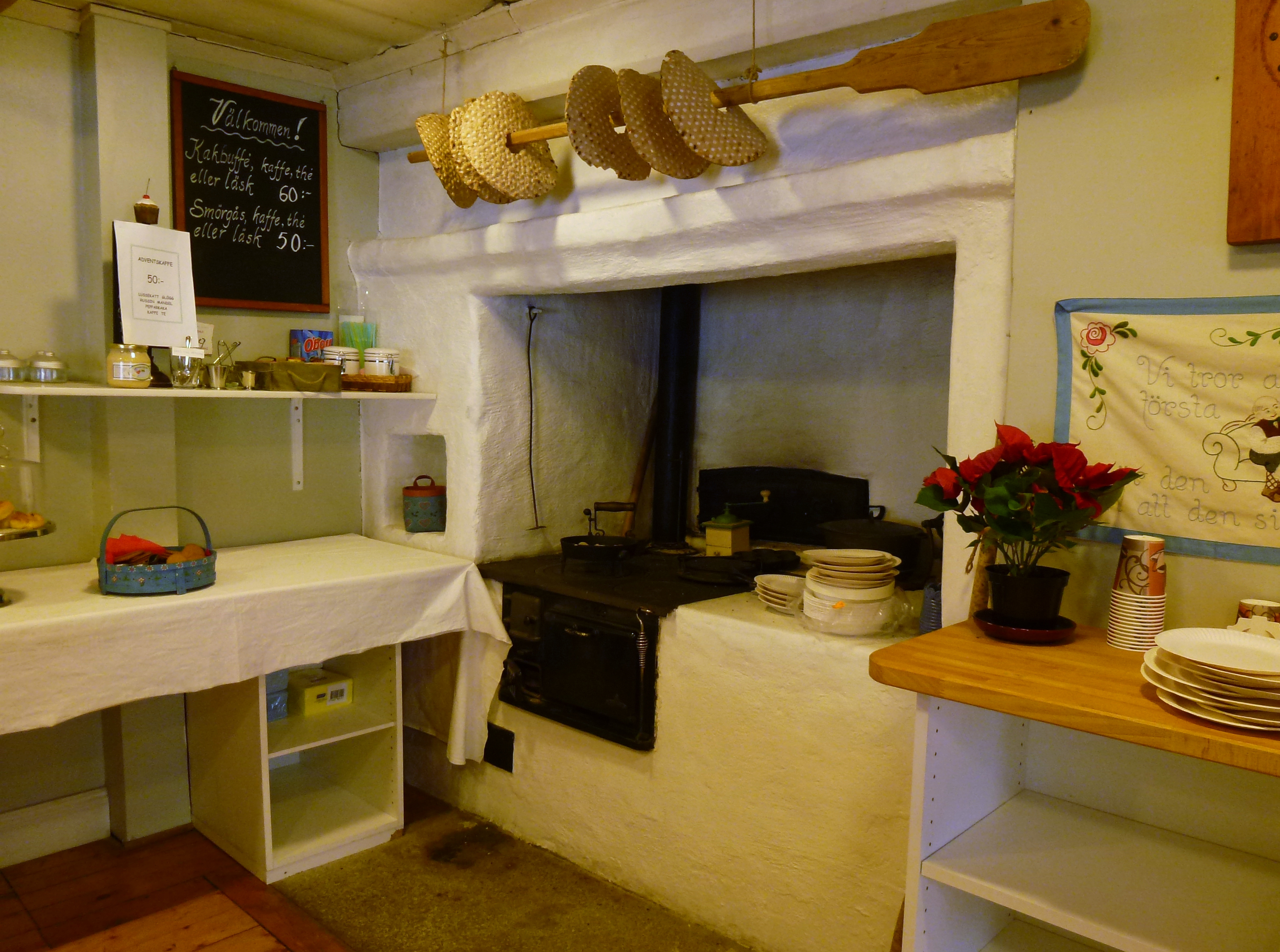
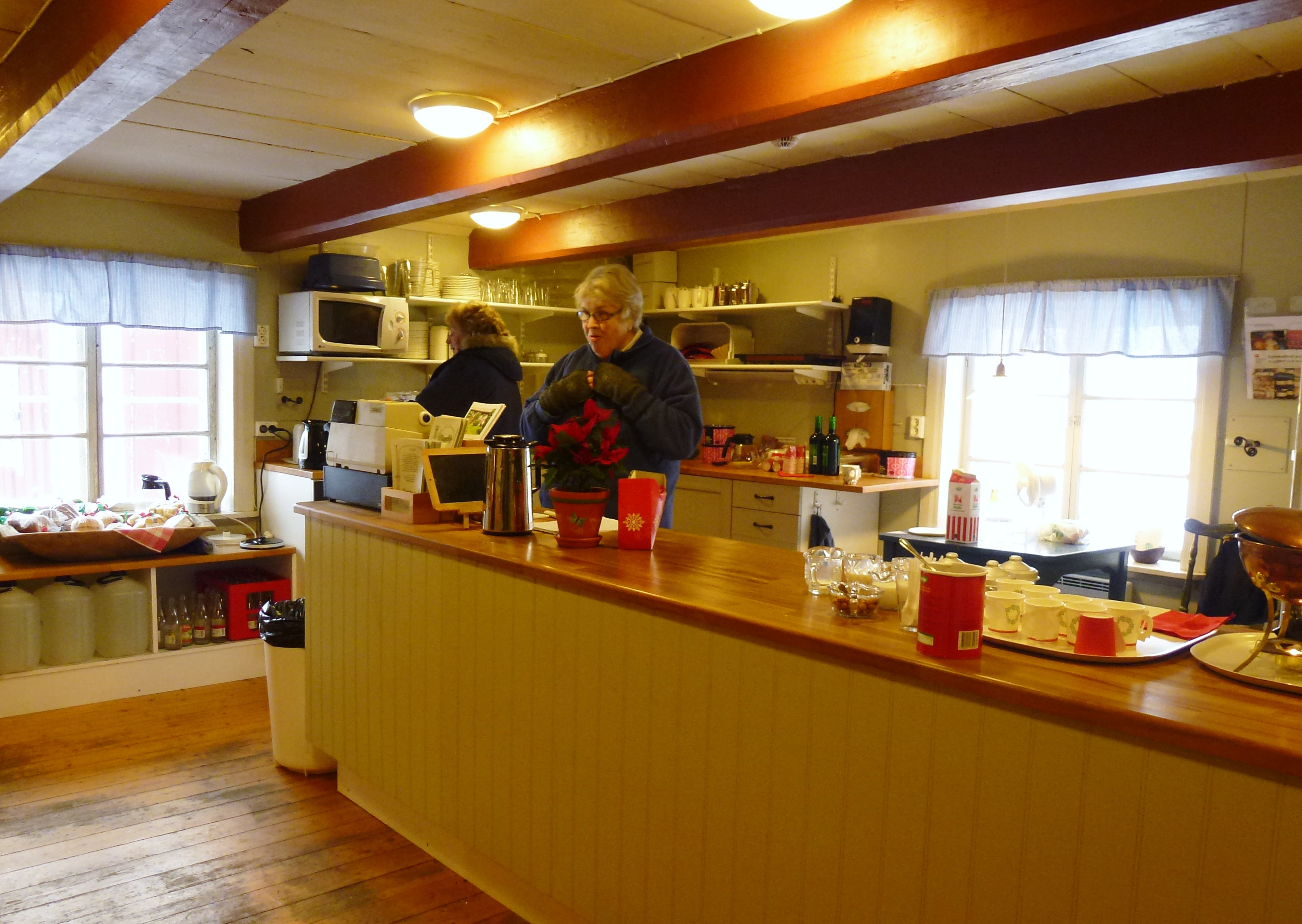

## Gravfält, skålgropar, gravklot och hålvägar
Öster om Nedre Söderby utbreder sig Söderby gravfält, ett av Mälarområdets bäst bevarade från äldre järnåldern. Där finns ungefär 150 synliga gravar men troligen döljer sig ett 90-tal under marken (RAÄ-nummer Salem 4:1). Många är låga och svåra att upptäcka, speciellt på sommaren när gräset är högt. Men gravarna blir allt tydligare ju högre upp man kommer på gravfältet. Det är också dessa gravar som är de äldsta. Bland gravarna kan man lägga märke till en skeppssättning. 
På vissa gravar ligger det så kallade gravklot som markerade kvinnogravar. Ett av gravkloten återfinns direkt norr om bebyggelsen (RAÄ-nummer Salem 3:1). Det är av granit, drygt 60 centimeter i diameter och 50 centimeter hög. Det är smyckat med grunda knappt synliga linjer, som bildar ett kors, något som är ovanligt.
Vid östra delen av gravfältet intill staket mot torpet Granmora finns ett stenblock med skålgropar, även kallad “älvkvarnar” (RAÄ-nummer Salem 315:1). Stenen har en diameter på cirka 1,2 meter och en höjd på cirka 0,3 meter. Skålgroparna på Söderby fornminnesområde är fyra till fjorton centimeter stora och en till sex centimeter djupa. Två är större och har en diameter på 25-30 centimeter. Äkvkvarnar blev inhuggna under förhistorisk tid och i magiskt syfte.
Cirka 400 meter norr om gården Nedre Söderby och intill (öster om) motorvägen E4/E20 finns hålvägar som visar att man gått och ridit förbi där under mycket lång tid (RAÄ-nummer Salem 326:1). Det rör sig om ett helt system bestående av cirka fem hålvägar med en total utsträckning 350x75 meter, delvis solfjäderformat utgrenade mot ost. Hålvägarna är inte anlagda utan skapades genom slitage av alla fötter och hovar som trampat fram här. En del går vinkelrätta till motorvägen och ledde troligen ner till Bornsjön som på den tiden var en vik av Mälaren. Motorvägsbygget har dock utplånat dessa spår. Det som syns idag är breda, ibland djupa diken, ibland flera stycken bredvid varandra.

### Bilder fornminnesområdet

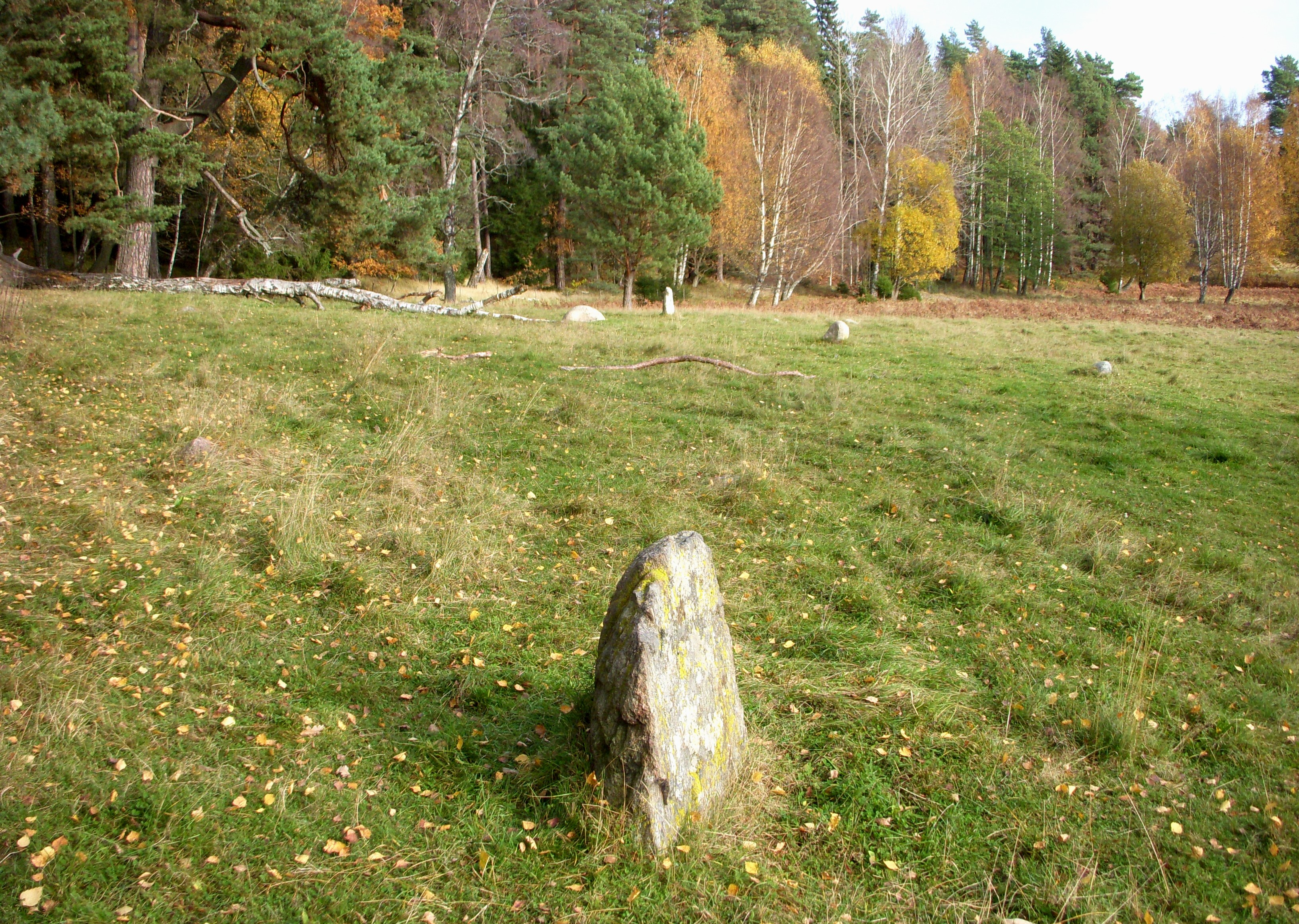
Skeppssättning
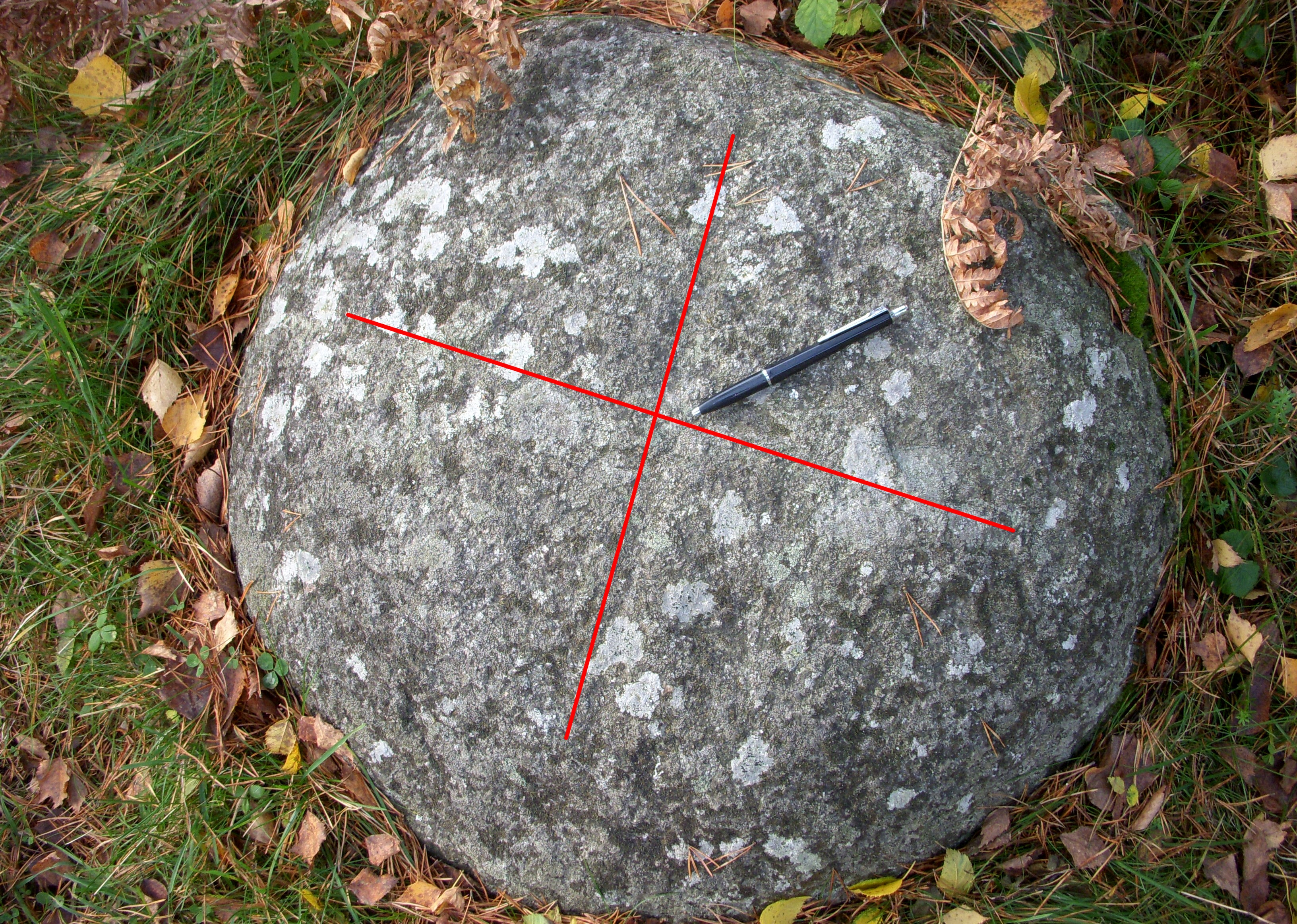
Gravklot (korset är markerat med rött)
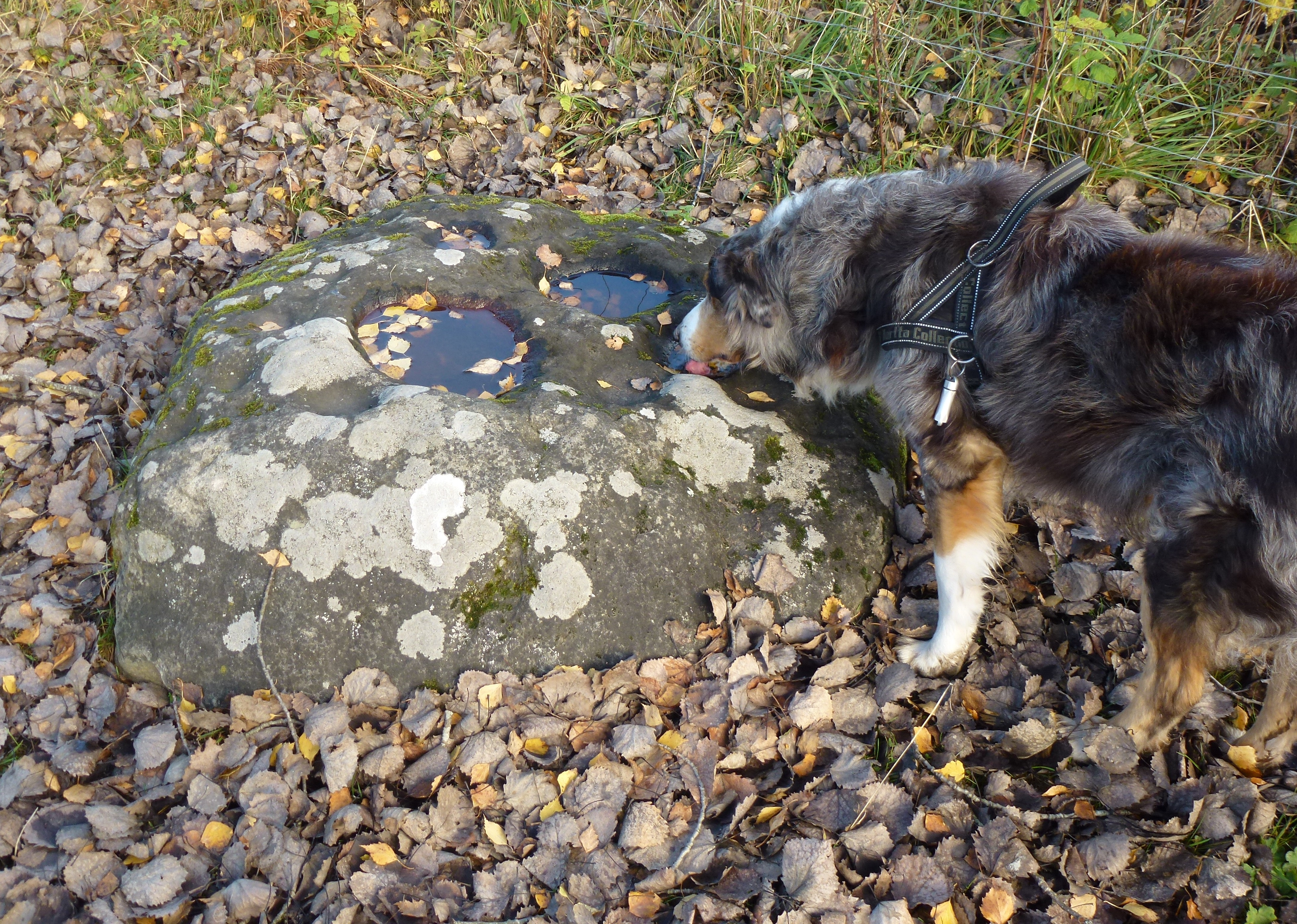
Vattenfyllda skålgropar
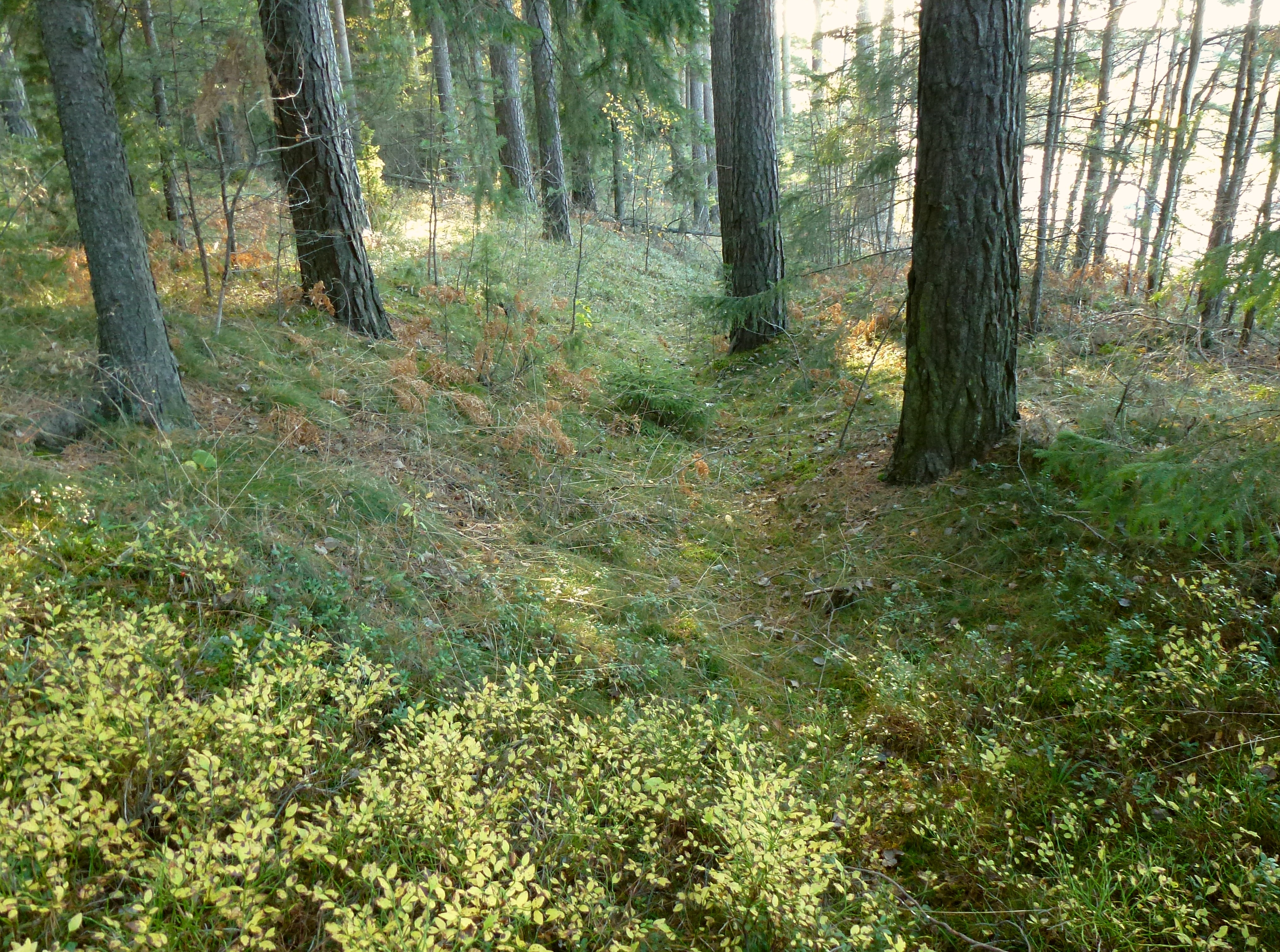
Hålväg vid Söderby

## Söderbystenen
Runstenen “Söderbystenen” står på sin ursprungliga plats strax väster om motorvägen och vittnar om att det funnits trafik här redan på vikingatiden. På medeltiden gick här Göta landsväg förbi och i modern tid gamla Riksettan. Runstenar restes alltid väl synliga vid land- och vattenvägar. Denna sten är 1,5 meter hög, ristningen härstammar från 1000-talet e. Kr. och texten lyder: Björn och Faste reste stenen efter Kättilbjörn, sin fader, Torgärds make.

## Botvidskälla
Enligt legenden bröt en vattenkälla fram när man 1129 i procession förde Sankt Botvids kvarlevor från Salems kyrka, där han legat begravd, till en nybyggd kyrka, föregångaren till Botkyrka kyrka. Sankt Botvids källa är en artesisk källa, där vattnet strömmar upp under eget tryck. Källan bildar en liten lagun, där det väller fram 5-10 liter vatten per sekund. Vattnet rinner i en kort bäck och förenar sig sedan med Bornsjön. Vattnet är järnhaltigt och det gör att det bildas gula och gröna alger på vattendragets botten. Källan har gett upphov till Botvidslegenden.

### Bilder Söderbystenen och Botvidskällan

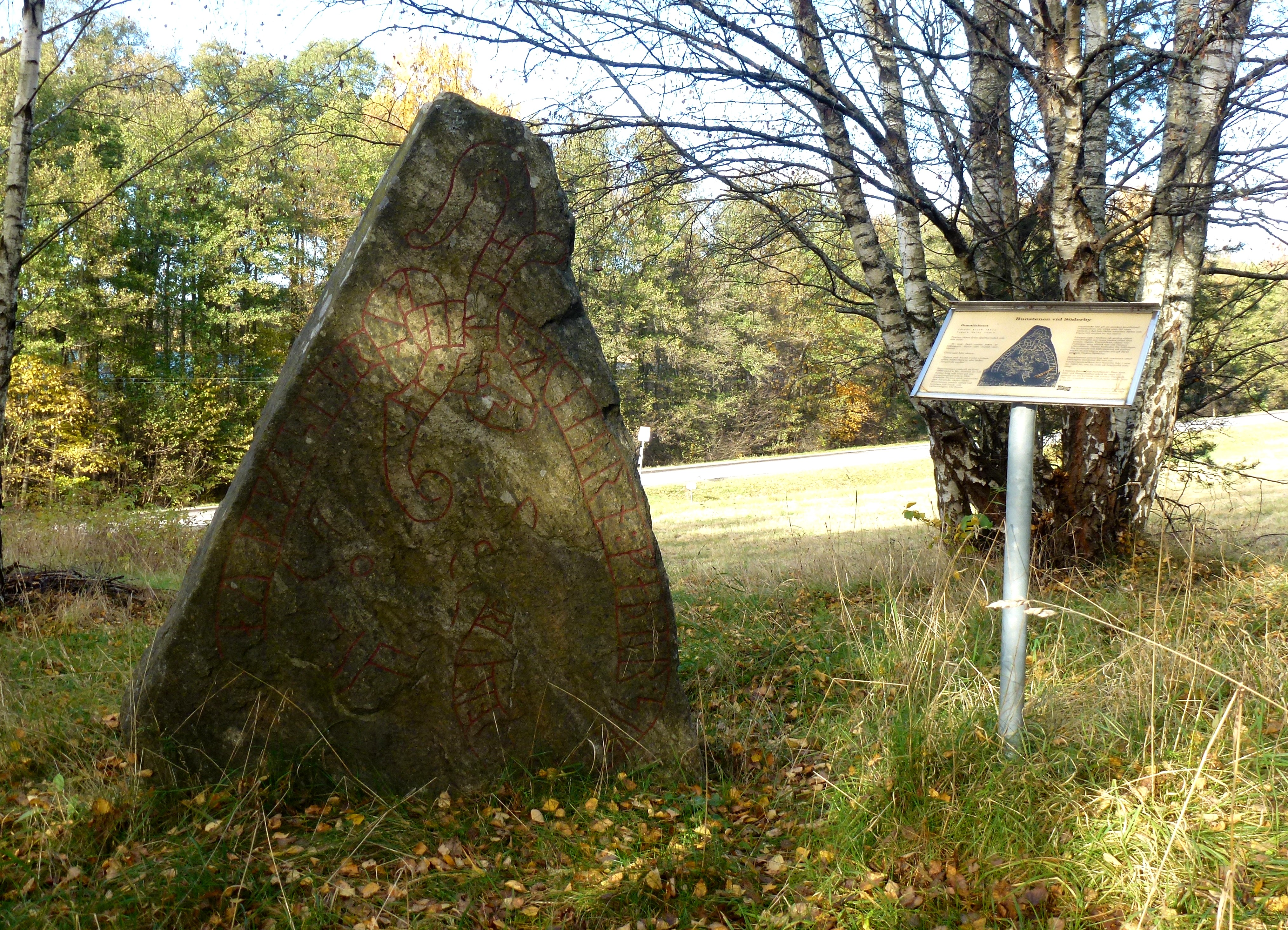
Söderbystenen
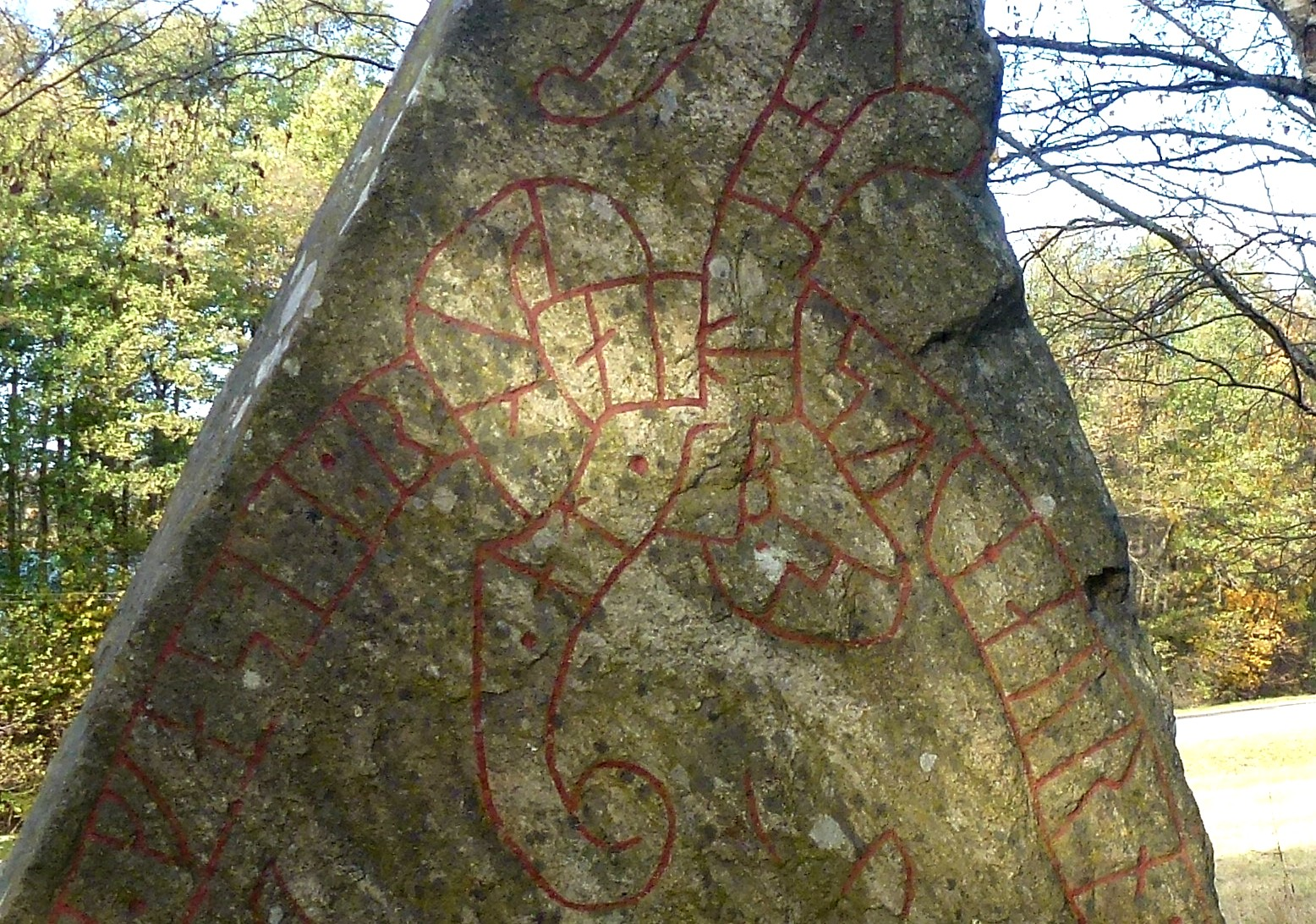
Detalj
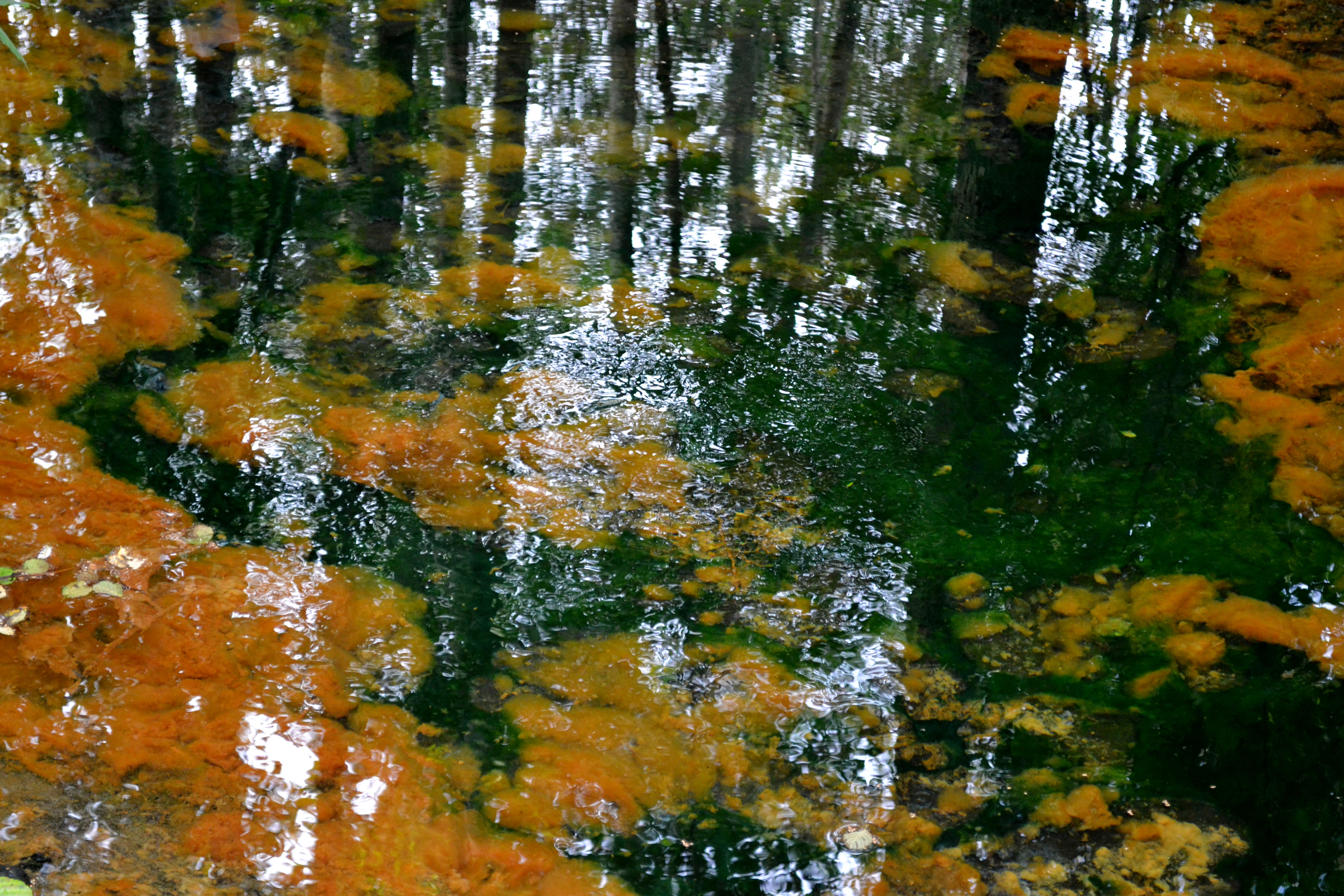
Sankt Botvids källa
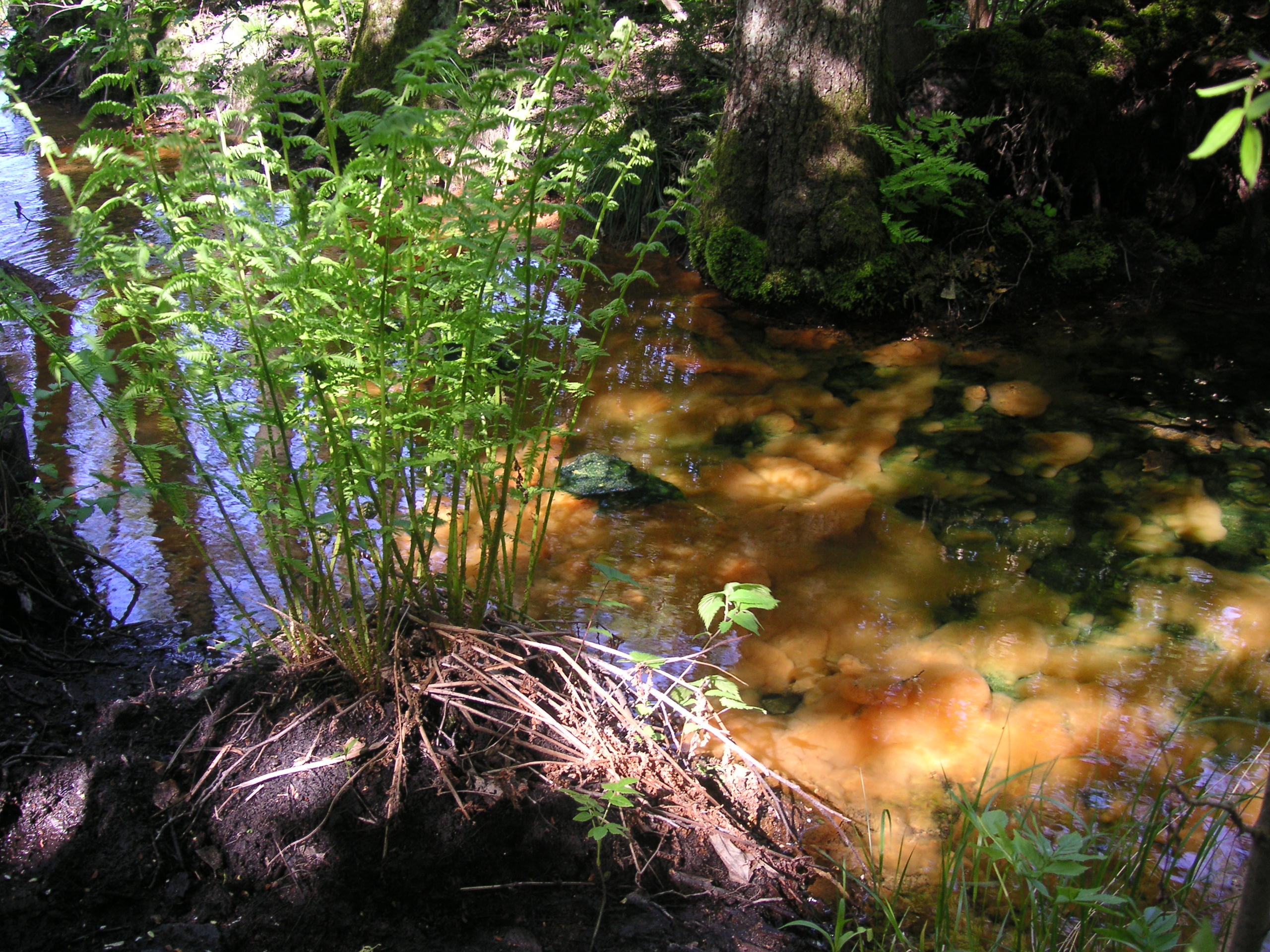
Sankt Botvids källa